# Euscorpius flavicaudis
Euscorpius flavicaudis (Syn. Tetratrichobothrius flavicaudis) ist eine Skorpionart aus der Familie der Euscorpiidae. Das natürliche Areal der mit bis zu 40 mm Länge relativ großen Art der Gattung Euscorpius umfasst die relativ küstennahen Bereiche des westlichen Mittelmeerraumes. Euscorpius flavicaudis gilt als ausgesprochener Kulturfolger und wird aufgrund seines häufigen Aufenthaltes in Häusern regelmäßig in andere Regionen verschleppt.

## Merkmale
Euscorpius flavicaudis gehört zu den größeren Arten der Gattung Euscorpius, die Tiere haben eine Körperlänge bis etwa 40 mm. Die Segmente des Mesosomas zeigen oben eine schwache Kielung. Die Art ist deutlich zweifarbig. Der Körper ist oberseits dunkel rötlich braun bis schwarz. Die Bauchseite, die Beine und die Giftblase (Telson) sind damit scharf kontrastierend insgesamt gelblich.
Die Unterseite der Pedipalpenhand (Chela manus) weist ventral fünf Trichobothrien auf. Die Patella der Pedipalpen hat auf der Ventralseite 10–14, meist 12–13 Trichobothrien und auf der distalen (äußeren) Seite 24–33, meist 26–30.

## Verbreitung und Lebensraum
Das natürliche Areal der Art umfasst die relativ küstennahen Bereiche des westlichen Mittelmeerraumes. Das Verbreitungsgebiet reicht vom Nordosten Spaniens und den Balearen über den Süden Frankreichs und das westliche Italien bis zur Südwestspitze der Italienischen Halbinsel und umfasst außerdem den Norden Algeriens und Tunesiens sowie die Inseln Korsika und Sardinien. Euscorpius flavicaudis wird in natürlichen Habitaten viel häufiger nachgewiesen als Euscorpius italicus, gilt jedoch wie dieser als ausgesprochener Kulturfolger und wird aufgrund seines häufigen Aufenthaltes in Häusern regelmäßig in andere Regionen verschleppt. Eine große Population ist in Sheerness auf der Isle of Sheppey in der Grafschaft Kent in Südostengland etabliert, dabei handelt es sich um das nördlichste Vorkommen von Skorpionen in Europa. Ebenfalls eingebürgert wurde die Art in Brasilien und Uruguay.

## Giftwirkung
Neben lokalen Symptomen wie Schmerzen und ein brennendes Gefühl können Stiche Übelkeit und Erbrechen, starkes Schwitzen und Hämaturie verursachen.